# Fresno de Sayago
Fresno de Sayago település Spanyolországban,  Zamora tartományban. Fresno de Sayago Bermillo de Sayago, Pereruela, Peñausende és Almeida de Sayago községekkel határos. Lakosainak száma 143 fő (2024).

## Népesség
A település népessége az utóbbi években az alábbiak szerint változott:
| Lakosok száma | 258  | 238  | 241  | 242  | 228  | 205  | 193  | 167  | 156  | 143  |
|               | 2001 | 2004 | 2007 | 2009 | 2012 | 2014 | 2017 | 2019 | 2022 | 2024 |